# MaK 600 C
Die MaK 600 C ist ein Lokomotivtyp des Herstellers MaK, welcher zwischen 1960 und 1962 in sieben Exemplaren gebaut wurde. Daneben entstanden zwei 650 C, die bis auf einen auf 650 PS gesteigerten Motor baugleich waren. Die auch als „Hüttenloks“ bezeichneten Lokomotiven zeichnen sich durch ein besonders schmales Lichtraumprofil aus, welches speziell für die oft beengten Verhältnisse in Stahlwerken gedacht war.
Sechs der sieben 600 C gingen an die Dortmunder Eisenbahn, eine weitere an die Maximilianshütte in Sulzbach-Rosenberg. Die einzige verkaufte 650 C ging an Wolff Walsrode in Bomlitz, eine zweite behielt man zunächst für unternehmensinternen Einsatz, 1963 ging auch diese an die Maximilianshütte. Diese übernahm später auch einige der Dortmunder Loks.
Zwei 600 C sind heute noch in Italien im Einsatz, die Bomlitzer 650 C fährt heute für eine Museumsbahn in Hildesheim. Vier 600 C sind verschrottet, der Verbleib zweier Loks (zweite 650 C und die erste je gebaute 600 C) ist unbekannt.